# Мечеть Айя-Софія
Мечеть Айя-Софія (крим. Ayya Sofia Cami), Гурзуфська мечеть — зруйнована мечеть у містечку Гурзуф Ялтинського району Автономної Республіки Крим.

## Історія
Мечеть побудована коштом російського купця Петра Губоніна з 1894 по 1905 рік на місці старої мечеті, за проєктом М. Н. Чичагова під керівництвом архітектора П. К. Теребенєва.
Мечеті вдалося витримати землетрус 1927 року. Але радянська влада не пошкодувала і цю мечеть, зруйнувавши її мінарети, тут був розміщений склад, трохи пізніше у 1932 році будівлю розібрали.
Сьогодні чудовими мінаретами мечеті можна помилуватися лише на фото, зроблених у ХХ столітті.